# Mozambik na Letnich Igrzyskach Olimpijskich 2012
Mozambik na Letnich Igrzyskach Olimpijskich 2012, które odbywały się w Londynie, reprezentowało 6 zawodników.
Był to 9 start reprezentacji Mozambiku na letnich igrzyskach olimpijskich.

## Reprezentanci

### Boks
Mężczyźni
| Zawodnik              | Konkurencja    | 1/16                            | 1/8              | Ćwierćfinał      | Półfinał         | Finał            | Finał   |
| Zawodnik              | Konkurencja    | Przeciwnik Wynik                | Przeciwnik Wynik | Przeciwnik Wynik | Przeciwnik Wynik | Przeciwnik Wynik | Pozycja |
| --------------------- | -------------- | ------------------------------- | ---------------- | ---------------- | ---------------- | ---------------- | ------- |
| Juliano Gento Maquina | waga papierowa | Aleksandyr Aleksandrow P 7 - 22 | NQ               | NQ               | NQ               | NQ               | NQ      |

### Judo
Mężczyźni
| Zawodnik       | Konkurencja | 1/32             | 1/16                    | 1/8              | Ćwierćfinał      | Półfinał         | Repasaż 1        | Repasaż 2        | Finał            | Finał   |
| Zawodnik       | Konkurencja | Przeciwnik Wynik | Przeciwnik Wynik        | Przeciwnik Wynik | Przeciwnik Wynik | Przeciwnik Wynik | Przeciwnik Wynik | Przeciwnik Wynik | Przeciwnik Wynik | Pozycja |
| -------------- | ----------- | ---------------- | ----------------------- | ---------------- | ---------------- | ---------------- | ---------------- | ---------------- | ---------------- | ------- |
| Neuso Sigauque | -60 kg      | BYE              | Tony Lomo P 0010 - 0100 | NQ               | NQ               | NQ               | NQ               | NQ               | NQ               | NQ      |

### Lekkoatletyka
Kobiety
| Zawodniczka     | Konkurencja                | Preeliminacje | Preeliminacje | Eliminacje | Eliminacje | Półfinał | Półfinał | Finał | Finał   |
| Zawodniczka     | Konkurencja                | Wynik         | Miejsce       | Wynik      | Miejsce    | Wynik    | Miejsce  | Wynik | Miejsce |
| --------------- | -------------------------- | ------------- | ------------- | ---------- | ---------- | -------- | -------- | ----- | ------- |
| Silvia Panguana | bieg na 100 m przez płotki | 14.68         | 44.           | NQ         | NQ         | NQ       | NQ       | NQ    | NQ      |

Mężczyźni
| Zawodnik   | Konkurencja                | Preeliminacje | Preeliminacje | Eliminacje | Eliminacje | Półfinał | Półfinał | Finał | Finał   |
| Zawodnik   | Konkurencja                | Wynik         | Miejsce       | Wynik      | Miejsce    | Wynik    | Miejsce  | Wynik | Miejsce |
| ---------- | -------------------------- | ------------- | ------------- | ---------- | ---------- | -------- | -------- | ----- | ------- |
| Kurt Couto | bieg na 400 m przez płotki | 49.31         | 15.           | —          | —          | 51.55    | 22.      | NQ    | NQ      |

### Pływanie
Kobiety
| Zawodniczka             | Konkurencja          | Eliminacje | Eliminacje | Półfinał | Półfinał | Finał | Finał   |
| Zawodniczka             | Konkurencja          | Wynik      | Miejsce    | Wynik    | Miejsce  | Wynik | Miejsce |
| ----------------------- | -------------------- | ---------- | ---------- | -------- | -------- | ----- | ------- |
| Jessica Teixeira Vieira | 50 m stylem dowolnym | 24.43      | 38.        | NQ       | NQ       | NQ    | NQ      |

Mężczyźni
| Zawodnik     | Konkurencja          | Eliminacje | Eliminacje | Półfinał | Półfinał | Finał | Finał   |
| Zawodnik     | Konkurencja          | Wynik      | Miejsce    | Wynik    | Miejsce  | Wynik | Miejsce |
| ------------ | -------------------- | ---------- | ---------- | -------- | -------- | ----- | ------- |
| Chakyl Camal | 50 m stylem dowolnym | 24.43      | 38.        | NQ       | NQ       | NQ    | NQ      |